# إيما مالابويو
إيما مالابويو (ولدت في 5 نوفمبر 2002) هي لاعبة جمباز فنية أمريكية من أصل فلبيني ولدت في الولايات المتحدة، ومثلت الفلبين في المنافسات الدولية بما في ذلك مشاركتها في دورة الألعاب الأولمبية الصيفية 2024. سبق لها تمثيل للفريق الوطني الأمريكي للجمباز خمس مرات بين عامي (2016-2021). وكانت أيضا لاعبة بديلة للمنتخب الأولمبي 2020. لعب مع فريق جمباز بروينز لجامعة كاليفورنيا لوس أنجلوس.

## نشأتها
ولدت إيما مالابويو في ماونتن فيو، كاليفورنيا، لأبوين هما جويل وآنا مالابويو. أثناء إقامتها في ميلبيتاس، بدأت تدريبها في الجمباز في سانتا كلارا مع المدربة إليزابيث كراندال هاويل. انتقلت عائلتها إلى تكساس عام 2013، حيث تدربت تحت إشراف بطلة العالم السابقة كيم زميسكال بورديت وكريس بورديت في تكساس دريمز. أصبحت لاعبة جمباز في فئة النخبة عام 2015.